# Kaplička Lasky
Kaplička Lasky či také kaple Panny Marie Bolestné je památkově chráněný objekt, vedený v Okresním seznamu památek okresu Cheb. Nachází se ve svahu nad Lesním pramenem a Chopinovou ulicí v Mariánských Lázních.
Kaplička je pojmenovaná po řediteli místního divadla Juliovi Laskovi, který se na toto místo chodíval modlit za uzdravení své matky. Ač matka zemřela, kapli stejně nechal postavit, podle pamětní desky „jako následek slibu, poděkování a úcty k Panně Marii a na památku své, nyní v Pánu odpočívající matky“. Kapli projektoval Josef Forberich ve pseudogotickém stylu. Postavena byla v roce 1909. Po roce 1945 byla kaplička známá jako „Kaplička lásky“.